# Grandma Moses

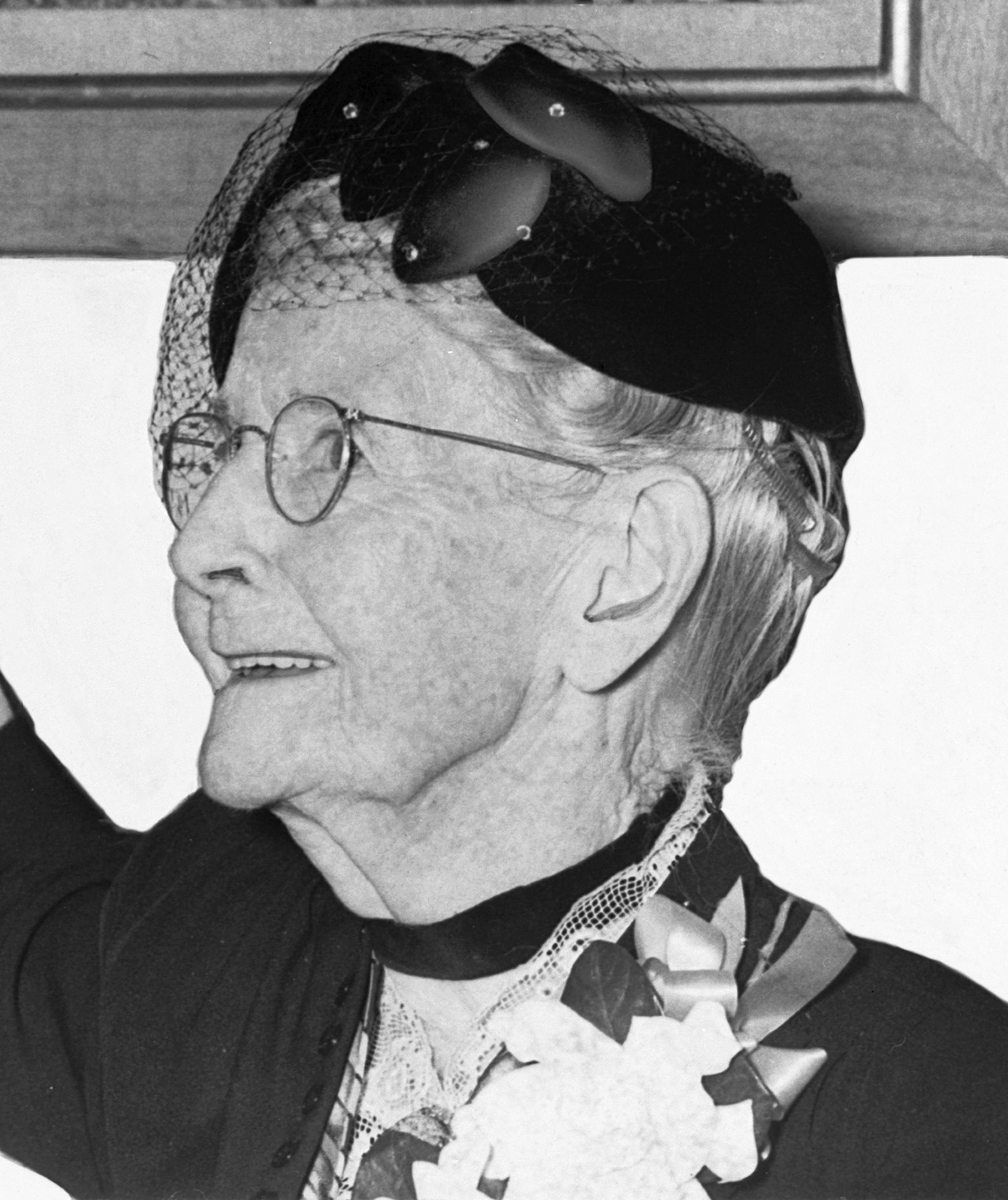
Grandma Moses (1953)

Anna Mary Robertson Moses (ur. 7 września 1860 w Greenwich, w stanie Nowy Jork, zm. 13 grudnia 1961 w Hoosick Falls, w stanie Nowy Jork) – amerykańska malarka.
Przez wiele lat była liczącą się przedstawicielką sztuki naiwnej w USA. Zaczęła malować w latach 30., w wieku 70 lat. Treścią obrazów były wspomnienia z czasów dzieciństwa, młodości i całego życia spędzonego na farmie. Jej celem było utrwalenie obrazu amerykańskiej wsi i ludzi tam żyjących.
Przez przypadek sprzedała kilka obrazów, które w 1938 przyniosły jej światową sławę. Malowała bardzo intensywnie po 1939 m.in. A Beautiful World, (1948). Swoje życie opisała w autobiografii My Life’s History (1952).